# Споменик ратницима Првог светског рата у Јагодини
Споменик ратницима Првог светског рата у Јагодини се налази у порти старе цркве Светих архангела Михаила и Гаврила. Првобитно иницијатива јагодинског одбора Кола српских сестара је била подизање спомен-костурнице у којој би се сакупили посмртни остаци српских војника, умрлих и погинулих током борби 1915. године у Јагодини и околини.
Посмртни остаци четрдесетпеторице пренети су са места погибије, а седморица војника умрлих у јагодинској болници, већ су били сахрањени у порти цркве. У спомен-костурници су положена и тела Љубомира Митовића из Лесковца, који је погинуо у борби за ослобођење Јагодине 1918. године, као и два добровољца Радована Стојановића из Белог Брда код Осијека и Чеха Јозефа Стодулка, које су стрељала окупаторска власт убрзо након уласка у Јагодину 1915. године.
Кости изгинулих српских војника су из ове костурнице 1934. године пребачене у крипту костурнице која је саграђена крај цркве у Багрдану.

## Опис споменика
Споменик је дело архитекте Момира Коруновића, освештан је и свечан откривен 25. маја 1927. године. Споменик има четвороугаону основу са широком тростепеном базом и ужим стаблом. На врху се налази крст. Као главни ликовни знак при врху стабла исклесана су округла поља са павнокраким крстовима у средини. У подножју споменика се налазе нише. У једној се налазила икона Богородице са Христом, дело Викентија Иванова, а у остале три се налазе мермерне плоче са уклесаним подацима о сахрањеним војницима.